# Il destino di un uomo
Il destino di un uomo è un romanzo dello scrittore italiano Mario Biondi pubblicato nel 1992. Con il successivo Due bellissime signore costituisce una "bilogia" narrativa imperniata sulla medesima vicenda e destinata a essere rielaborata e fusa nel 2006 in un nuovo romanzo unico, Destino.

## Trama
Anni Trenta del Novecento. Lino Villard, un ragazzo fuggito rocambolescamente da un orfanotrofio nascosto nelle Alpi Marittime e privo di un documento ufficiale, persino di un nome vero, affronta un difficile itinerario di vita semiclandestino che lo porta a combattere prima nella Guerra civile spagnola e poi nella Resistenza italiana. Subito dopo la fuga, trovato rifugio presso un personaggio solitario che si atteggia a monaco se non addirittura a Templare, viene da questi mandato a imparare l'arte di tessere la seta presso un produttore franco-italiano dell'alto Piemonte. Dopo la guerra, chiamato accanto a sé da un mite ma irresoluto industriale conosciuto durante la Resistenza, tenta di rimettere in sesto le dissestate seterie lombarde di quest'ultimo, che però si toglie la vita, lasciandolo a proseguire nella quasi disperata impresa. Lino lo fa chiamando al suo fianco una coraggiosa compagna di gioventù.

## Edizioni
- Mario Biondi, Il destino di un uomo, Rizzoli, 1992,  pp. 352, ISBN 88-17-66105-8.